# 1993 QS
1993 QS är en asteroid i huvudbältet som upptäcktes den 19 augusti 1993 av den amerikanska astronomen Eleanor F. Helin vid Palomarobservatoriet.